# Arctornis moorei
Arctornis moorei är en fjärilsart som beskrevs av John Henry Leech 1899. Arctornis moorei ingår i släktet Arctornis och familjen tofsspinnare. Inga underarter finns listade i Catalogue of Life.